# О-Клер (округ, Вісконсин)
Шаблон:StateAbbr_ 44°44′ пн. ш. 91°17′ зх. д. / 44.73° пн. ш. 91.29° зх. д.
 О-Клер (англ. Eau Claire County) — округ (графство) у штаті Вісконсин. Ідентифікатор округу 55035.

## Історія
Округ утворений 1856 року.

## Демографія
За даними перепису 
2000 року 
загальне населення округу становило 93142 осіб, зокрема міського населення було 71826, а сільського — 21316.
Серед них чоловіків — 45093, а жінок — 48049. В окрузі було 35822 домогосподарства, 22270 родин, які мешкали в 37474 будинках.
Середній розмір родини становив 3,02.
Віковий розподіл населення поданий у таблиці:
| Стать    | До 15 років | 15-21 | 22-29 | 30-39 | 40-49 | 50-65 | 65-85 | Понад 85 |
| -------- | ----------- | ----- | ----- | ----- | ----- | ----- | ----- | -------- |
| Чоловіки | 9158        | 6613  | 5872  | 6315  | 6347  | 6251  | 4094  | 443      |
| Жінки    | 8705        | 7730  | 5606  | 6127  | 6611  | 6412  | 5702  | 1156     |

## Суміжні округи
- Чиппева — північ
- Кларк — схід
- Джексон — південний схід
- Тремполо — південь
- Баффало — південний захід
- Пепін — захід
- Данн — захід

## Виноски
1. ↑  U.S. Decennial Census. United States Census Bureau. Архів оригіналу за 26 квітня 2015. Процитовано 4 серпня 2015.
2. ↑  Historical Census Browser. University of Virginia Library. Архів оригіналу за 11 серпня 2012. Процитовано 4 серпня 2015.
3. ↑  Forstall, Richard L., ред. (27 березня 1995). Population of Counties by Decennial Census: 1900 to 1990. United States Census Bureau. Процитовано 4 серпня 2015.
4. ↑  Census 2000 PHC-T-4. Ranking Tables for Counties: 1990 and 2000 (PDF). United States Census Bureau. 2 квітня 2001. Процитовано 4 серпня 2015.
5. ↑  State & County QuickFacts. United States Census Bureau. Архів оригіналу за 6 червня 2011. Процитовано 18 січня 2014.(англ.) Наведено за англійською вікіпедією.
6. ↑  American FactFinder. Бюро перепису населення США. Архів оригіналу за 26 лютого 2012. Процитовано 31 січня 2008.

| США | Це незавершена стаття з географії США. Ви можете допомогти проєкту, виправивши або дописавши її. |